# Paranicothoe branchialis
Paranicothoe branchialis is een eenoogkreeftjessoort uit de familie van de Nicothoidae. De wetenschappelijke naam van de soort is voor het eerst geldig gepubliceerd in 1978 door Avdeev & Avdeev.